# Stadion Miejski w Sybinie
Stadion Miejski (rum. Stadionul Municipal) – wielofunkcyjny stadion w Sybinie, w Rumunii. Został otwarty w 1927 roku. Może pomieścić 14 200 widzów. Swoje spotkania rozgrywają na nim piłkarze klubu FC Hermannstadt.
Stadion Miejski w Sybinie został otwarty w 1927 roku. Posiadał wówczas drewnianą trybunę główną oraz mniejsze trybuny wokół boiska i bieżni. W latach 1977–1981 znacznie rozbudowano trybuny wokół bieżni, tworząc nasypy o 12 rzędach. W 1982 roku w miejsce drewnianej trybuny głównej powstała zupełnie nowa, żelbetowa i zadaszona; pojemność stadionu wzrosła wówczas do 24 000 widzów. W 2011 roku na trybunach zainstalowano krzesełka, co zmniejszyło pojemność obiektu do 14 200 widzów. Na arenie swoje spotkania rozgrywają piłkarze klubu FC Hermannstadt. W latach 80. XX wieku trzy spotkania towarzyskie rozegrała na nim również reprezentacja Rumunii: 27 marca 1985 roku z Polską (0:0), 23 listopada 1988 roku z Izraelem (3:0) i 29 marca 1989 roku z Włochami (1:0).